# James Hardy Wilkinson
James Hardy Wilkinson (Strood, 27 september 1919 — Londen, 5 oktober 1986) was een Brits wiskundige en informaticus. Hij was een bekend onderzoeker in de numerieke analyse, een vak in het grensgebied tussen de toegepaste wiskunde en de informatica dat een belangrijke rol speelt in de natuurkunde en werktuigbouwkunde.
Wilkinson studeerde te Cambridge, aan het Trinity College. Hij studeerde af met het hoogste eindcijfer van zijn jaar. Vanaf 1940 was hij werkzaam ten behoeve van de Engelse inzet in de Tweede Wereldoorlog; hij begon met onderzoek naar de ballistiek, maar verhuisde in 1946 naar het National Physical Laboratory waar hij samen met Alan Turing aan de Automatic Computing Engine (ACE) werkte.
In later jaren schoof zijn interesse op richting de numerieke analyse, waar hij verschillende algoritmes van groot belang ontwikkelde. Ook zijn werk aan de Wilkinson polynoom leverde een belangrijke bijdrage aan de wiskunde.
In 1970 ontving hij de Turing Award "(v)oor zijn onderzoek aan de numerieke analyse ter ondersteuning van de hoge-snelheids digitale computer, in het bijzonder voor zijn werk aan berekeningen in de lineaire algebra en 'regressieve' foutenanalyse".
1966: Alan J. Perlis ·
1967: Maurice V. Wilkes ·
1968: Richard Hamming ·
1969: Marvin Minsky ·
1970: J.H. Wilkinson ·
1971: John McCarthy ·
1972: Edsger Dijkstra ·
1973: Charles W. Bachman ·
1974: Donald E. Knuth ·
1975: Allen Newell, Herbert Simon ·
1976: Michael Rabin, Dana S. Scott ·
1977: John Backus ·
1978: Robert W. Floyd ·
1979: Kenneth E. Iverson ·
1980: Tony Hoare ·
1981: Edgar F. (Ted) Codd ·
1982: Stephen A. Cook ·
1983: Ken Thompson, Dennis M. Ritchie ·
1984: Niklaus Wirth ·
1985: Richard M. Karp ·
1986: John Hopcroft, Robert Tarjan ·
1987: John Cocke ·
1988: Ivan Sutherland ·
1989: William Kahan ·
1990: Fernando J. Corbató ·
1991: Robin Milner ·
1992: Butler Lampson ·
1993: Juris Hartmanis, Richard E. Stearns ·
1994: Edward Feigenbaum, Raj Reddy ·
1995: Manuel Blum ·
1996: Amir Pnueli ·
1997: Douglas Engelbart ·
1998: Jim Gray ·
1999: Frederick P. Brooks, Jr. ·
2000: Andrew Chi-Chih Yao ·
2001: Ole-Johan Dahl, Kristen Nygaard ·
2002: Ron Rivest, Adi Shamir, Leonard M. Adleman ·
2003: Alan Kay ·
2004: Vinton G. Cerf, Robert E. Kahn ·
2005: Peter Naur ·
2006: Frances E. Allen ·
2007: Edmund M. Clarke, E. Allen Emerson, Joseph Sifakis ·
2008: Barbara Liskov ·
2009: Charles Thacker ·
2010: Leslie Valiant ·
2011: Judea Pearl ·
2012: Shafi Goldwasser, Silvio Micali ·
2013: Leslie Lamport ·
2014: Michael Stonebraker ·
2015: Martin Hellman, Whitfield Diffie ·
2016: Tim Berners-Lee ·
2017: John L. Hennessy, David Patterson ·
2018: Yoshua Bengio, Geoffrey Hinton, Yann LeCun ·
2019: Patrick M. Hanrahan, Edwin E. Catmull ·
2020: Alfred Aho, Jeffrey Ullman ·
2021: Jack Dongarra ·
2022: Robert Metcalfe ·
2023: Avi Wigderson
- Association for Computing Machinery: 81341498480
- Bibsys: 90058512
- Bibliothèque nationale de France: cb123234099 (data)
- CiNii: DA01554518
- DBLP: 15/4740
- Gemeinsame Normdatei: 118995006
- International Standard Name Identifier: 0000 0001 0872 1433
- Library of Congress Control Number: n84801547
- Nationale Bibliotheek van Letland: 000129801
- Bibliotheek van het Japanse parlement: 00460959
- Nationale Bibliotheek van Tsjechië: mzk2013795880
- Nationale bibliotheek van Australië: 35310763
- Nationale Bibliotheek van Israël: 987007429277805171
- Nationale Bibliotheek van Polen: a0000002095646
- Nationale en Universitaire bibliotheek Zagreb: 000062558
- Nederlandse Thesaurus van Auteursnamen: 069076448
- Réseau des bibliothèques de Suisse occidentale: 02-A003976082
- SNAC: w65t6mgn
- Système universitaire de documentation: 032147627
- Trove: 907100
- Virtual International Authority File: 14841081
- WorldCat: E39PBJbxFGYGxqwghkyQQM4jG3